# Kirchenallee in Oberndorf

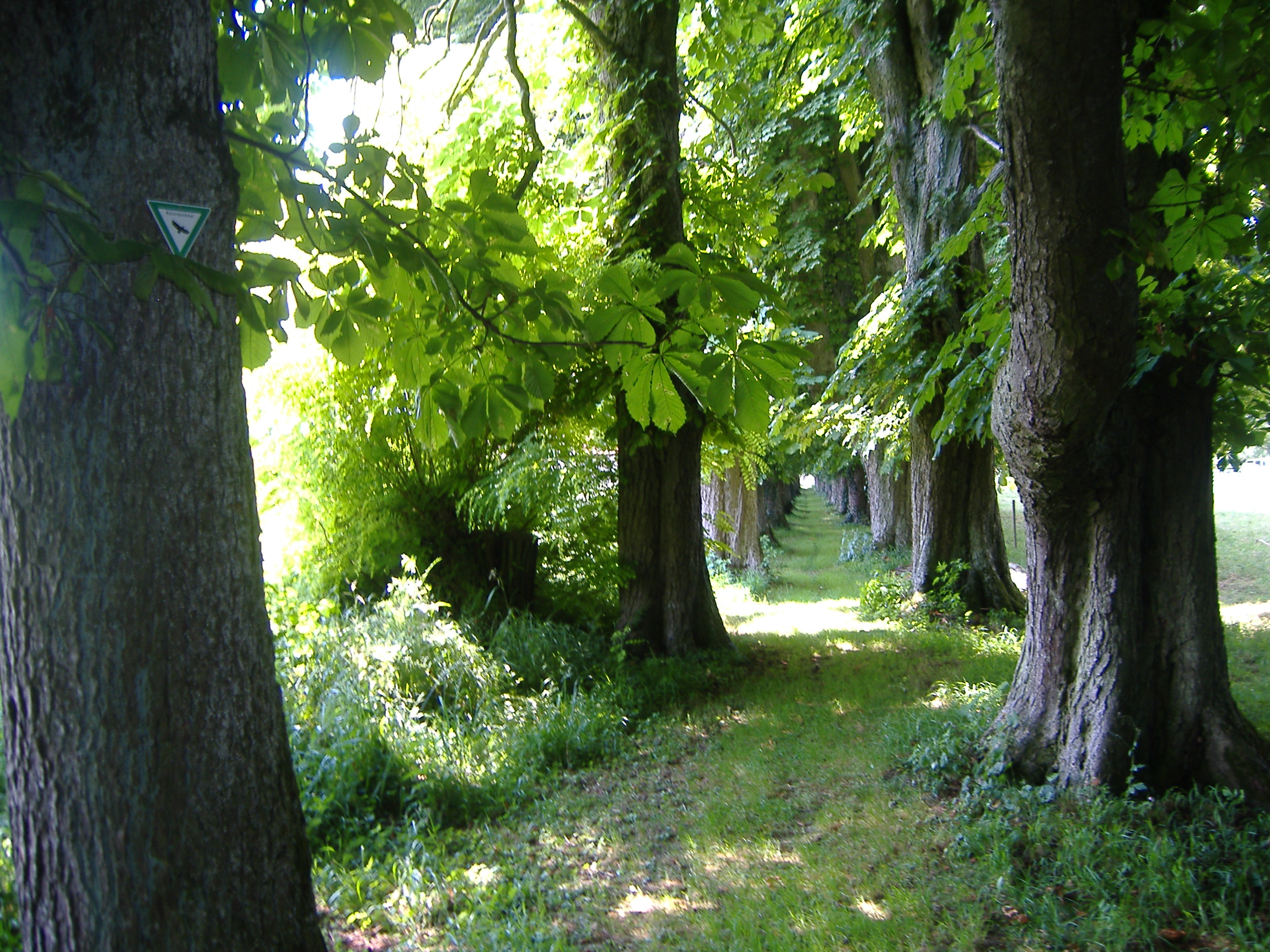
„Kirchenallee“ Anfang Juli 2013

Die sogenannte Kirchenallee besteht aus mehr als 50 Kastanienbäumen und befindet sich in Oberndorf am Lech im Landkreis Donau-Ries. Sie ist ein ausgewiesenes Naturdenkmal.
Die ca. 200 Jahre alten Bäume säumen einen unbefestigten Grünweg am südlichen Rand zum einstigen Fuggerschloss. Ca. zehn von ihnen befinden sich im abgegrenzten, nicht der Öffentlichkeit zugänglichen Schlosspark. Unmittelbar neben der Allee wurden als Sichtschutz zum Schloss hin Lebensbäume gepflanzt. Die Allee ist von der Rosskastanienminiermotte befallen.
Im Mittelalter diente der unbefestigte Grünweg dem „gemeinen Volk“ als Zugang zur im obersten Geschoss des östlichen Schlossturmes gelegenen Schlosskapelle. Noch immer wird der Weg in Oberndorf und seiner näheren Umgebung „Kirchenallee“ genannt.

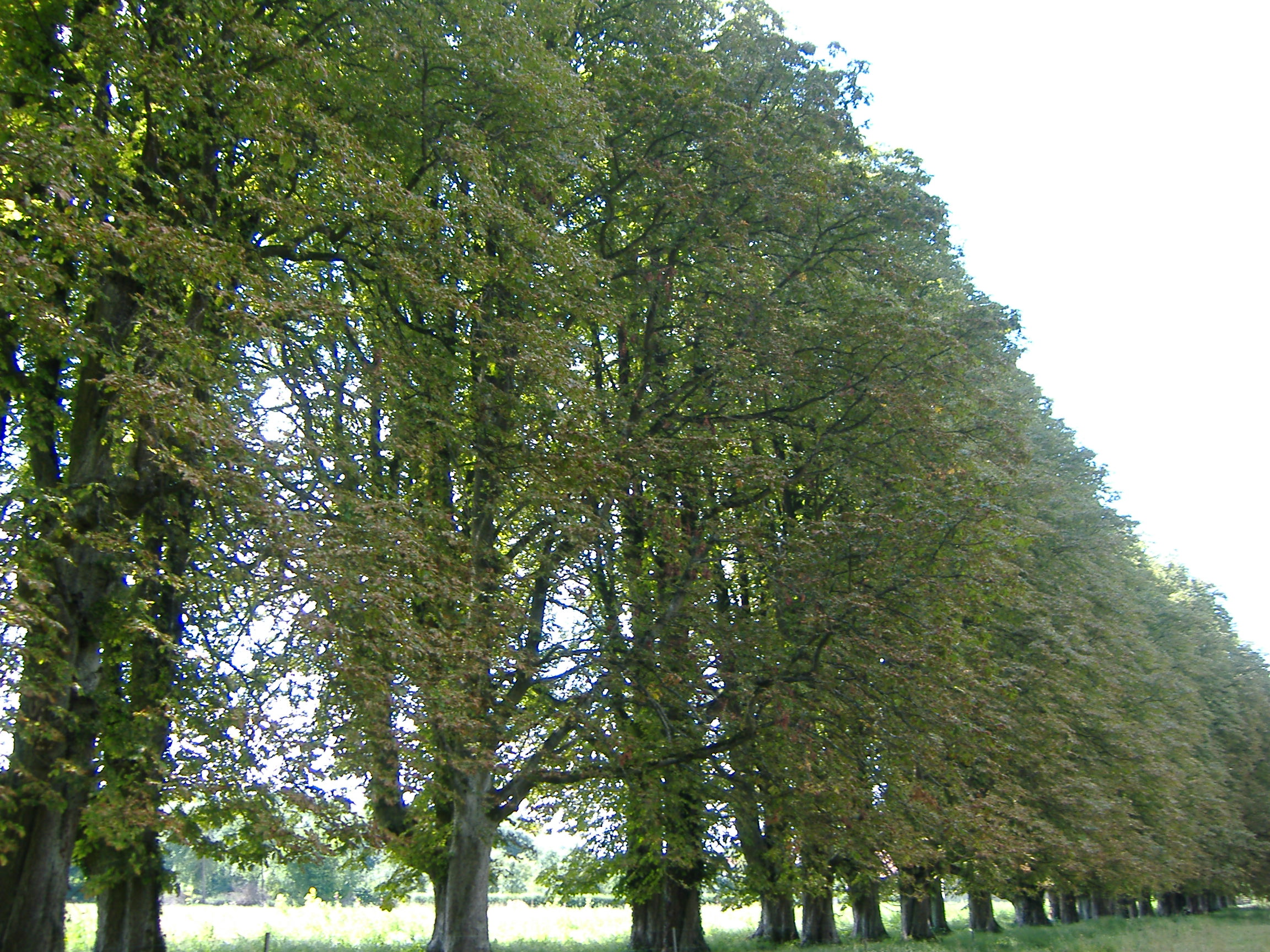
Seitenfront der Allee
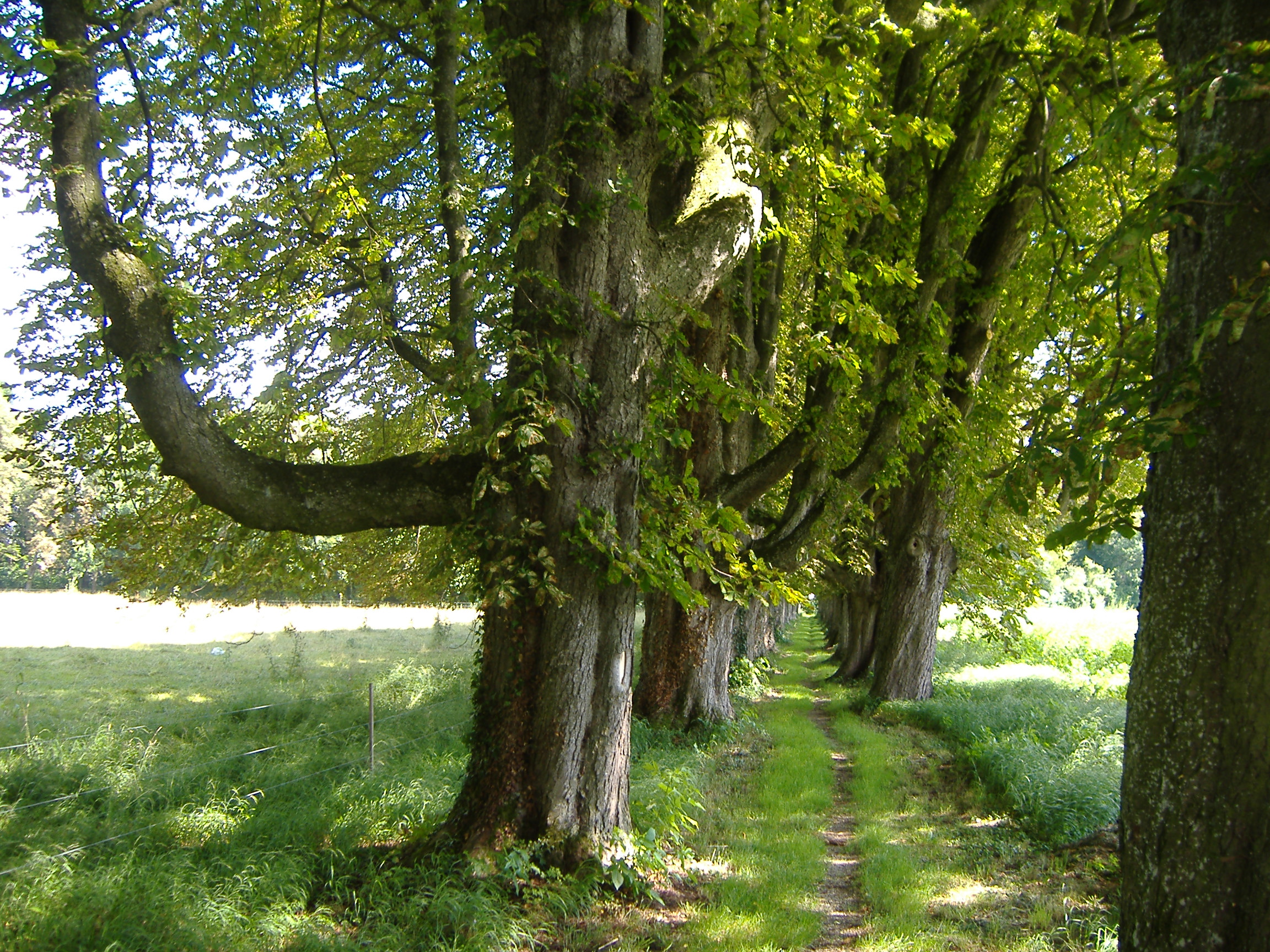
Die Allee weist kleinere Lücken auf
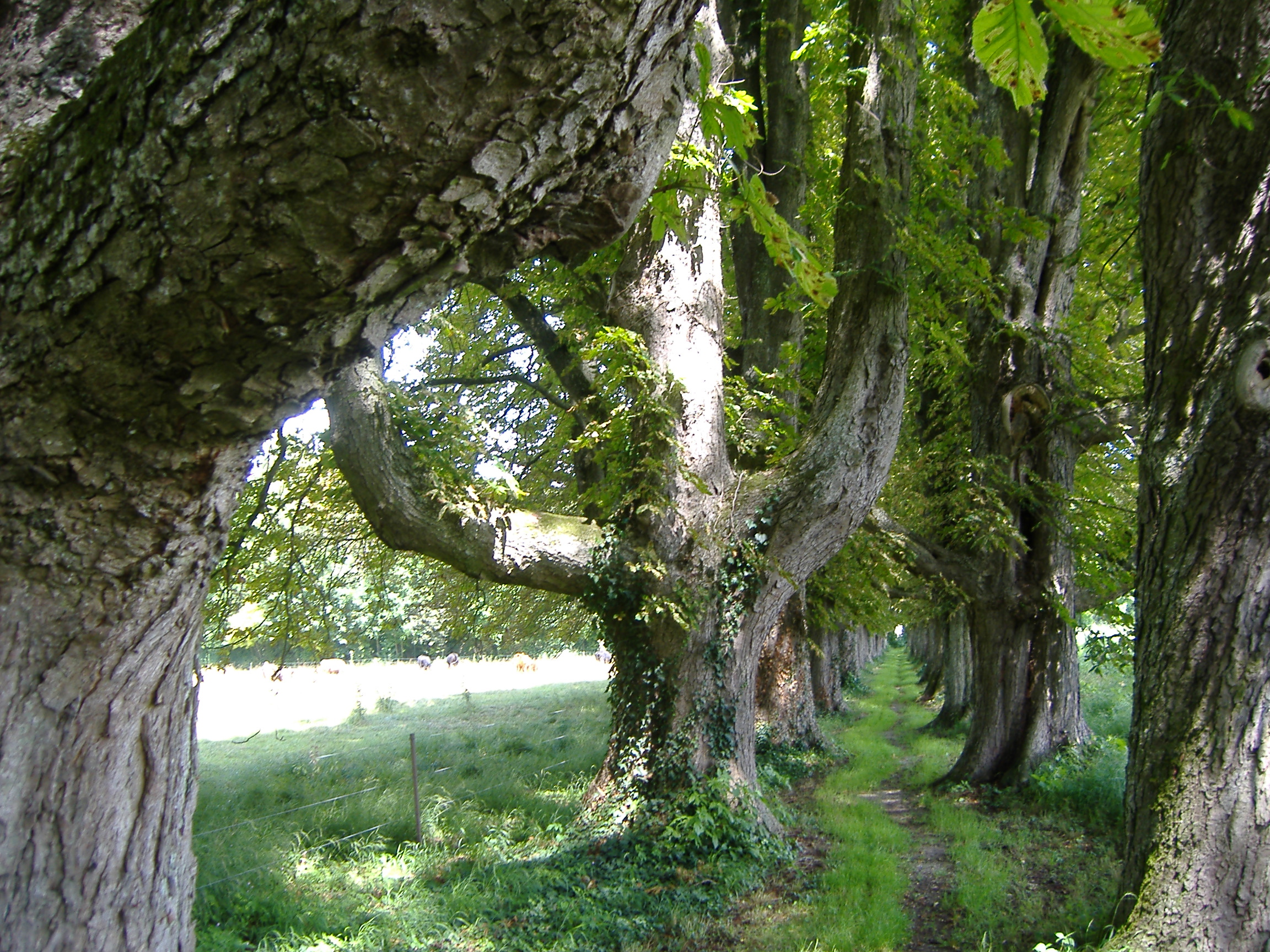
Blick von der Dorfseite
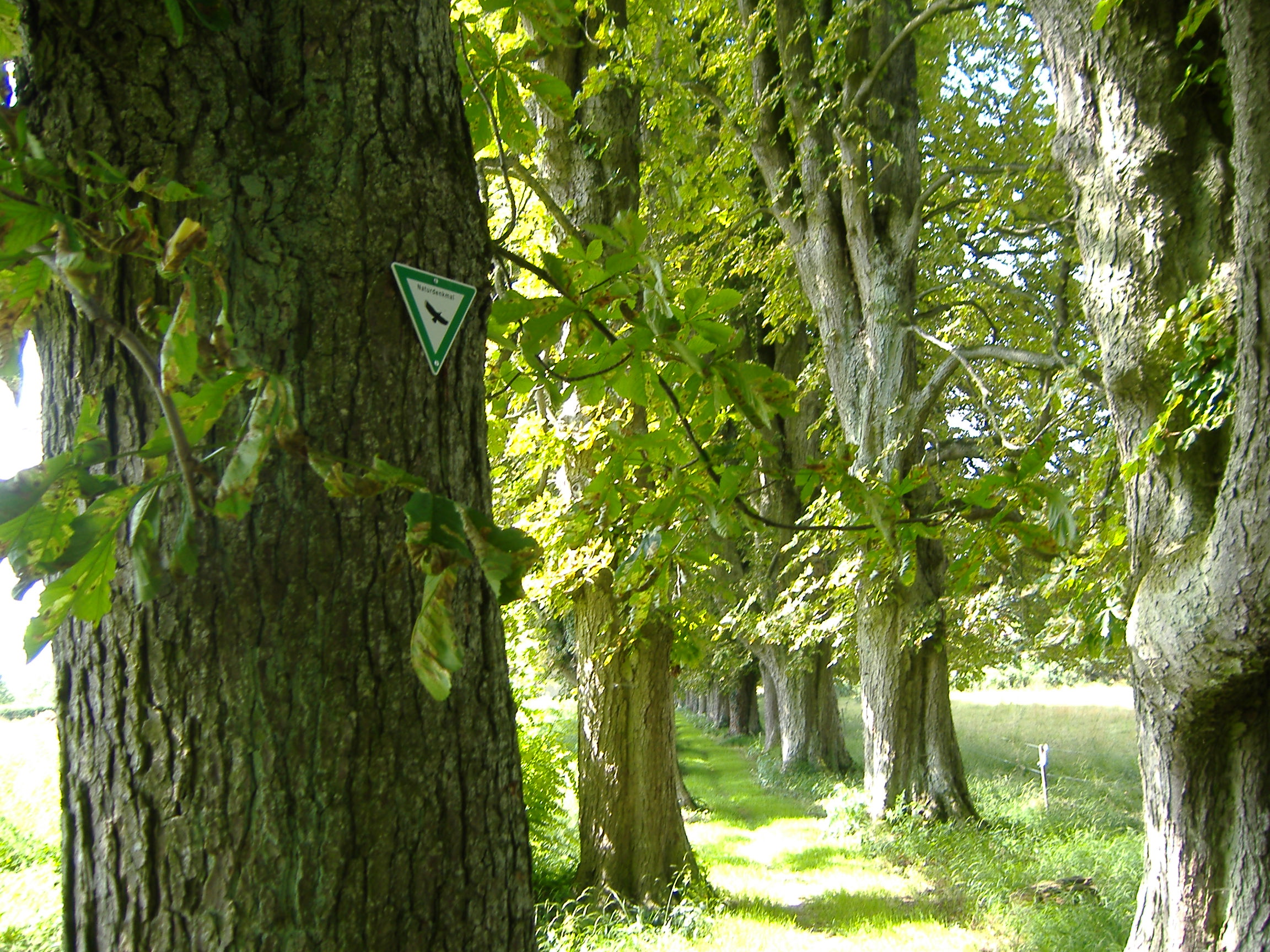
Allee mit Naturdenkmalzeichen
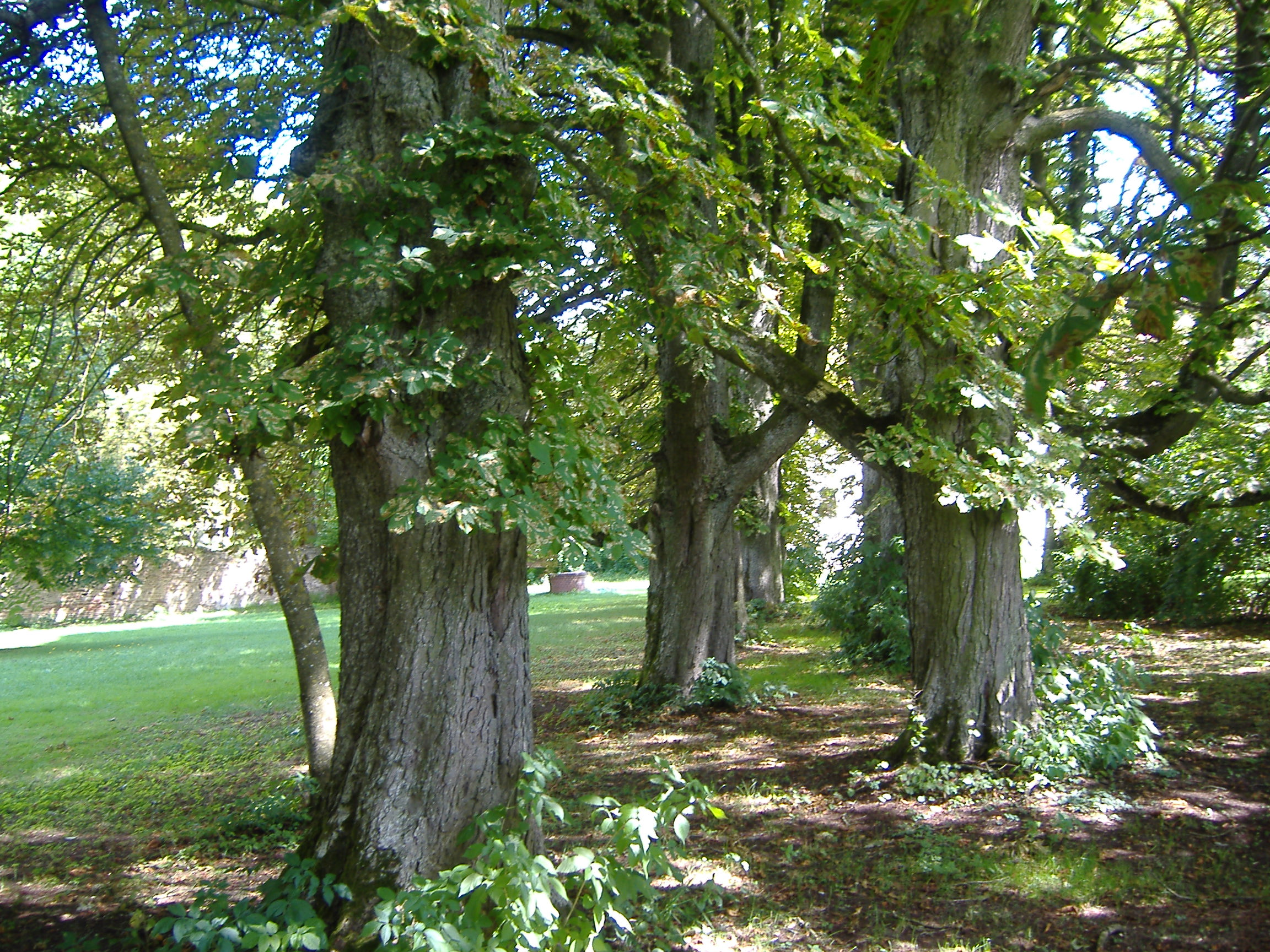
Das Ende der Allee im Schlosspark
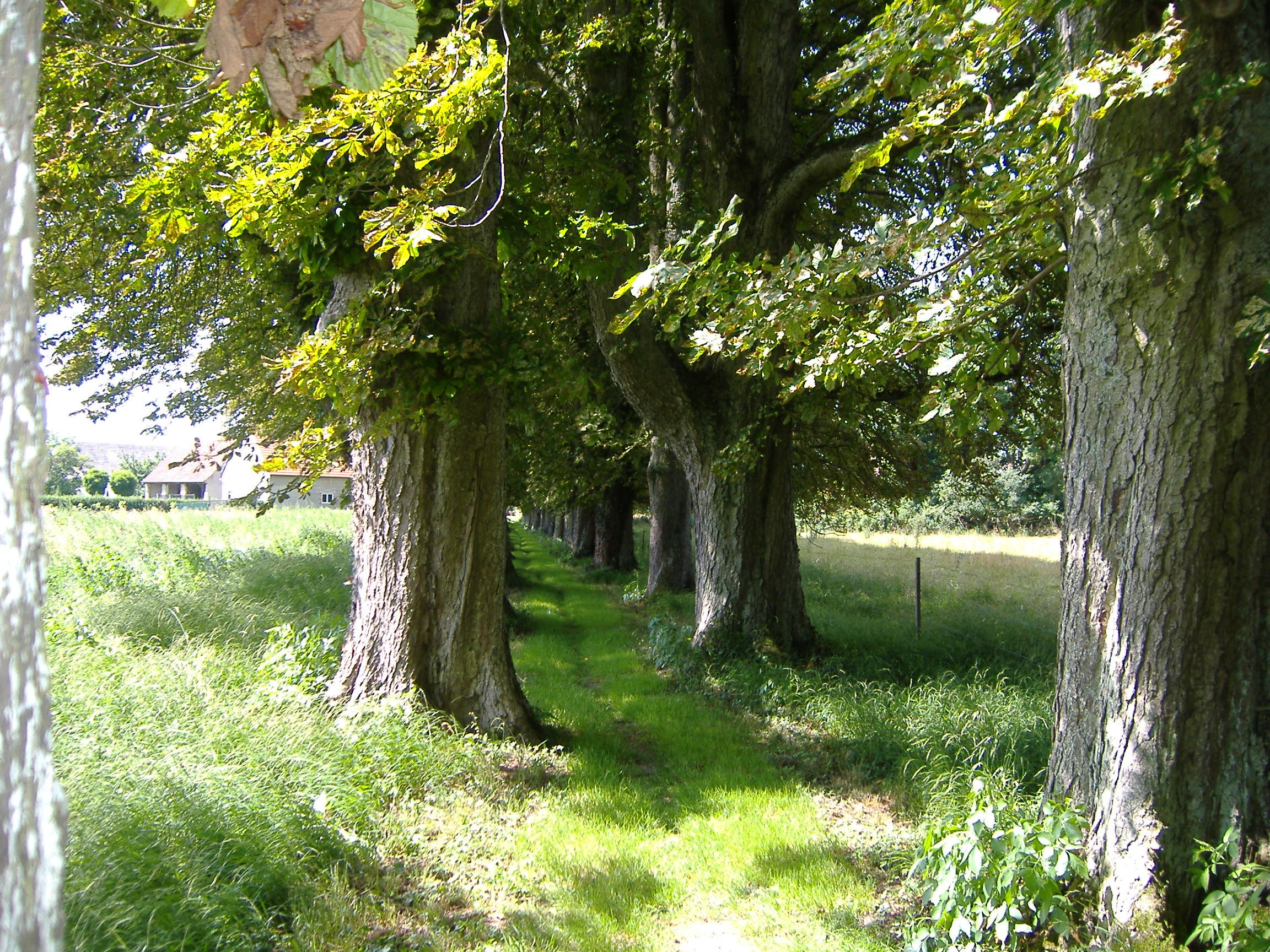
Blick von der Schlossseite
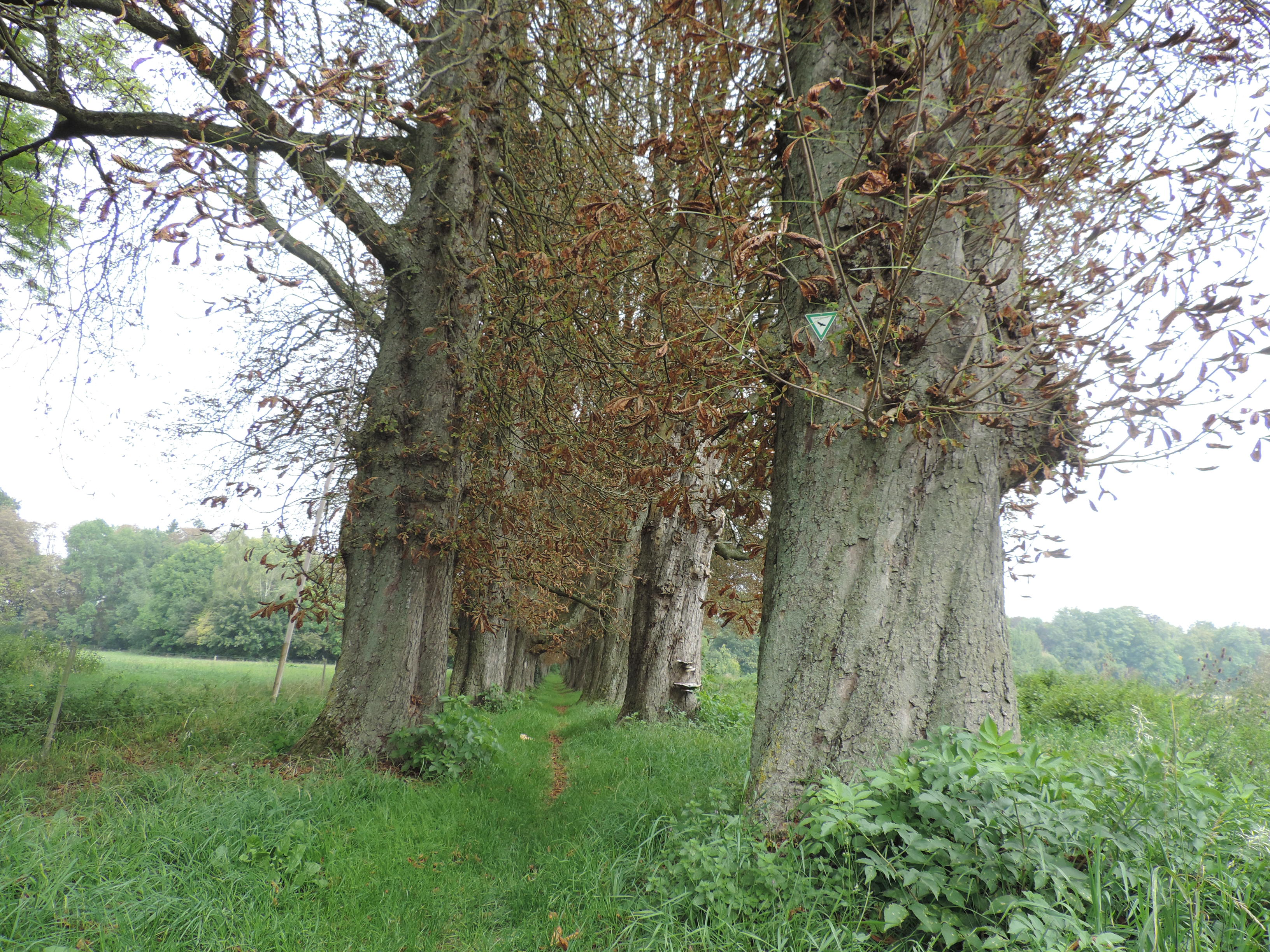
Durch den Befall der Miniermotte ist die Allee berteis Anfang September fast schon kahl